# Dorin Goian
Nicolae Dorin Goian (Suceava, 12 december 1980) is een Roemeens voetballer. De verdediger speelt sinds 2013 voor het Griekse Asteras Tripoli. Goian is tevens 60-voudig Roemeens international.
Goian begon zijn voetballoopbaan in 1997 bij Foresta II Fălticeni. Hierna speelde hij voor Foresta Suceava, Gloria Buzău, Ceahlăul Piatra Neamț en FCM Bacău. Vanaf 2004 speelde hij 5,5 seizoen voor Steaua Boekarest. Daar was Walter Zenga een van zijn coaches, waarmee hij in augustus 2009 bij Palermo herenigd werd. De club van Sicilië betaalde zo'n twee miljoen euro voor Goian.
Goian maakte onder meer deel uit van de Roemeense selectie voor Euro 2008. Hij scoorde vijf doelpunten voor de nationale ploeg.